# WTFPL
WTFPL (англ. Публічна ліцензія «Робіть до біса все що завгодно») — надзвичайно ліберальна і нетрадиційна ліцензія на програмне забезпечення, написана Sam Hocevar щоб сприяти розробці вільного програмного забезпечення. Це відкрило повну свободу до перерозподілу і модифікації програм, що охоплюються цією ліцензією. Ліцензовані під WTFPL програми вважаються частиною  суспільного надбання.
Free Software Foundation визначає ліцензію WTFPL версії 2, сумісною з GPL.

## Текст ліцензії
|  | DO WHAT THE FUCK YOU WANT TO PUBLIC LICENSE Version 2, December 2004 Copyright (C) 2004 Sam Hocevar 14 rue de Plaisance, 75014 Paris, France Everyone is permitted to copy and distribute verbatim or modified copies of this license document, and changing it is allowed as long as the name is changed. DO WHAT THE FUCK YOU WANT TO PUBLIC LICENSE TERMS AND CONDITIONS FOR COPYING, DISTRIBUTION AND MODIFICATION 0. You just DO WHAT THE FUCK YOU WANT TO. |

## Див також
- 0BSD ліцензія еквівалентна до суспільного надбання та явно схвалена до застосування в Android